# Zoltan Terner
Zoltan Terner ( n. 13 septembrie 1932, Simeria) este un poet, eseist, critic literar, prozator, regizor de film și de televiziune evreu-român.

## Studii
După ce a absolvit liceul la Deva a continuat studiile la Institutul de Artă Teatrală și Cinematografică din București, facultatea de regie de film.

## Activitate profesională
A lucrat apoi ca realizator de filme de artă, cultură și de popularizare a științei, realizând peste 140 de pelicule.
Este membru al Uniunii Scriitorilor din România.
Zoltan Terner este membru în conducerea Asociației Scriitorilor Israelieni de limbă Română (ASILR) care publică revista „Izvoare”, ce apare în Israel, la Tel Aviv.

## Activitatea literară
A publicat la Editura Cartea Românească două volume de versuri și un volum de proză eseistică. Alte volume au apărut la Editura Hasefer.
Volume publicate
- Nașterea unei arte - cinematografia. - Comedia cinematografică și mari creatori de comedie, Întreprinderea Poligrafică Grafica Nouă, 1968
- Piatra înflorită - Versuri - Editura "Cartea Românească", 2001
- Paradisuri scufundate - versuri -, 198 p., Editura "Cartea Românească", 2001, ISBN 973-23-1129-0
- Omenește vorbind - eseuri - Editura "Cartea Românească", 2004
- Lumea de sub pod și zarva ei, Editura Hasefer, 2011 ; ISBN 978-973-630-231-2
- Destinul iudaic între lumini și bezne : cărți, autori, idei (eseuri), 343 p., Editura Hasefer, 2012, ISBN 9789736302541[3]
- Gândiri și răs-gândiri, (mini eseuri)

## Premii
A primit numeroase premii românești și străine.
- Distins de 4 ori cu premiul Uniunii Cineaștilor din România.[1]
- Premiul „Profesor Bercu Enghelberg" pentru volumul de mini eseuri „Gândiri și răs-gândiri” acordat de Asociația Scriitorilor Israelieni de Limbă Română.[4]